# Versos sencillos
Versos sencillos (in italiano: Versi semplici) è una raccolta di poesie del poeta ed attivista politico cubano José Martí pubblicate nell'ottobre del 1891, l'ultima prima della sua morte avvenuta nel 1895.
Alcune delle poesie contenute in questa raccolta sono divenute delle notissime canzoni popolari di fama internazionale, fra queste: Guantanamera, La rosa bianca musicata e tradotta in italiano da Sergio Endrigo.